# Classe 1

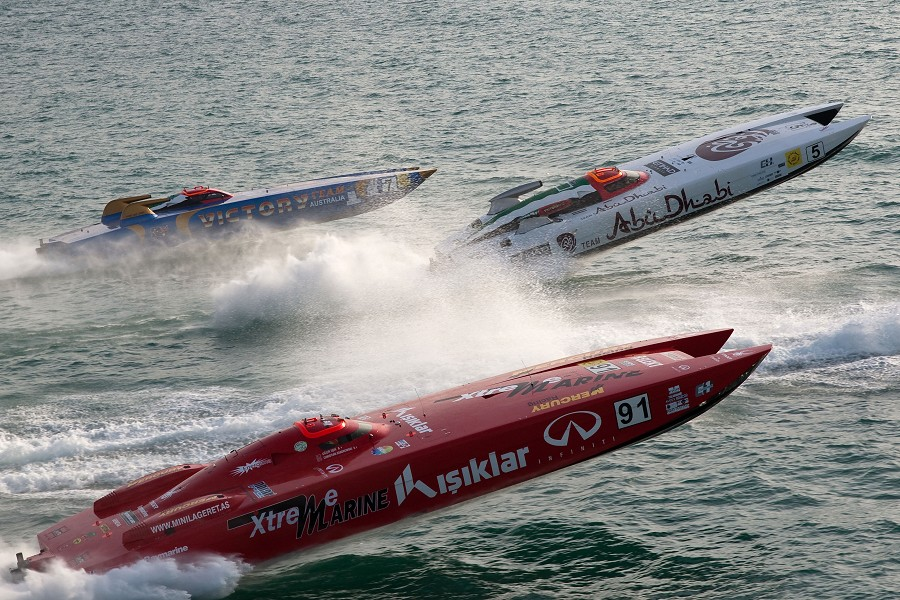
Gara a Dubai 2012

La Classe 1 - Campionato mondiale offshore (Class 1 World Powerboat Championship) è un campionato del mondo di motonautica offshore (mare aperto). È una delle più importanti tra le varie discipline dell'Unione Internazionale Motonautica (UIM), l'organo di controllo di questa categoria di sport. 
Le regole della Classe 1 sono emanate dal Comitato Professionale di Offshore (OPC) il quale è controllato e predisposto dalla UIM e vigila a sua volta sia su i piloti sia sulle imbarcazioni.
La stagione di Classe 1 consiste in una serie di Gran Premi.

## Gran Premio
Un Gran Premio è formato da 3 prove libere ufficiali, una sessione di qualificazione (Pole Position) e due gare.
La somma dei punti ottenuti in tutte le gare di tutti i Gran Premi sancisce il vincitore del Mondiale di Classe 1. 
La somma dei punti ottenuti nelle prove di qualificazioni sancisce il vincitore del Pole Position Championship. 
I circuiti di gara della Classe 1 sono soggetti a uno stretto regolamento per garantirne la sicurezza; le gare sono disputate sia in mare aperto sia nei laghi sia nei fiordi.
I piloti del mondiale 2012 erano venti, provenienti da Italia, Brasile, Monaco, Norvegia, Qatar, Turchia, Emirati Arabi Uniti, Regno Unito, Stati Uniti.

## Imbarcazione
Un'imbarcazione di Class 1 è spinta da una coppia di motori e raggiunge la velocità massima di 257 km/h (160 miglia orarie).
I motori, scelti a discrezione del team, possono essere V12 limitati a 850 hp e 7600 rpm o V8 limitati a 850 hp e a 6100 rpm. Tutte le imbarcazioni devono avere un peso minimo di 4950 kg.
Lo studio e la costruzione dell'imbarcazione è molto sofisticata in quanto è il risultato della somma di design, studi di idro e aero dinamica, preferenza di elica e dei rapporti dei motori.
Anche la scelta del copilota è fondamentale, egli ha il controllo delle maniglie di accelerazione (una per motore). Da Settembre 2014 con il campionato mondiale svoltosi a Ibiza, i Catamarani della C1 sono tornati a correre con i monocarena V1. Le imbarcazioni di V1, seppure abbiano una classifica differente, gareggiano contemporaneamente in un circuito parallelo interno.

## Organizzazione
Il campionato mondiale di Classe 1 è stato organizzato fino al 2015 da H2O Racing.
La compagnia è stata fondata da Nicolò di San Germano nel Gennaio 2011 radunando un gruppo di 30 professionisti esperti nell'ambito della organizzazione di eventi sportivi. 
Essa è riconosciuta dalla Unione Internazionale Motonautica (UIM) e possiede i diritti anche per F1H2O, Aquabike e la disciplina più giovane Nations Cup.
Nel 2016, dopo la rinuncia da parte di H2O Racing, l'organizzazione del campionato mondiale viene affidata all'Abu Dhabi International Marine Sports Club.
Dopo una pausa di alcuni anni, nell'ottobre 2020 la UIM assegna i diritti della Classe 1 all'organizzazione americana Powerboat P1 Management che, a partire dalla stagione 2022 istituisce nuovamente il campionato mondiale.

## Storia
Lo sport della motonautica ha subito dei cambiamenti progressivi e sistematici dalla prima gara nel 1887 a Nizza, in Francia, organizzato dal Sailing Club di Parigi, fino ai nostri giorni. Anche le due successive gare disputate l'una nel 1903, la 62 miglia a Meulan sulla Senna organizzata dal Poissy Sailing Club e l'altra da Parigi a Trouville (230  Miglia), riportano il “Made in France”.
La prima  gara internazionalmente riconosciuta risale alla 22 Miglia di Calais – Dover, dove i piloti hanno gareggiato dalle coste Francesi a quelle Inglesi con i primi “bolidi dell'acqua”.
Tuttavia l'era moderna delle competizioni è datata 6 maggio 1956 con la prima edizione della famosa gara di Miami-Nassau.
Dal 1964 al 1976 il vincitore del Campionato del Mondo fu sancito dalla somma dei punti ottenuti in più gare disputate durante il campionato.
Dal 1977 al 1991 invece, il vincitore era sancito da una serie di gare in un unico evento alla fine dell'anno. 
Il Campionato del Mondo è tornato a un formato multi-evento nel 1992.
Nel 1990 il campionato non venne assegnato, proprio quando si sarebbe dovuta disputare la 3ª e ultima manche che avrebbe assegnato il titolo all'equipaggio composto da Adriano Panatta e Antonio Gioffredi; ma la manche non si disputò in segno di lutto per la morte del campione in carica Stefano Casiraghi, allora marito di Carolina di Monaco.

## Albo d'oro
Con otto vittorie, è l'inglese Steve Curtis il pilota che si è aggiudicato il maggior numero di titoli di campione del mondo, seguito dall'emiratino Arif Saif Al Zafeen con sette e dal norvegese Bjørn Rune Gjelsten con cinque.
| Edizione | Anno | Pilota/i                                | Scafo         | Motori           |
| -------- | ---- | --------------------------------------- | ------------- | ---------------- |
| I        | 1964 | Jim Wynne                               | Wynne         | Daytona          |
| II       | 1965 | Richard Bertram                         | Bertram       | Detroit Diesel   |
| III      | 1966 | Jim Wynne                               | Wynne         | Daytona          |
| IV       | 1967 | Don Aronow - Norris House               | Magnum        | Mercruiser       |
| V        | 1968 | Vincenzo Balestrieri - Don Pruett       | Magnum        | Mercruiser       |
| VI       | 1969 | Don Aronow - Norris House               | Cary          | Mercruiser       |
| VII      | 1970 | Vincenzo Balestrieri - Jack Stuteville  | Cary          | Mercruiser       |
| VIII     | 1971 | William Wishnick - Robert Moore         | Cigarette     | Mercruiser       |
| IX       | 1972 | Bobby Rautbord - Robert Moore           | Cigarette     | Mercruiser       |
| X        | 1973 | Carlo Bonomi - Richie Powers            | Cigarette     | Aeromarine       |
| XI       | 1974 | Carlo Bonomi - Richie Powers            | Cigarette     | Aeromarine       |
| XII      | 1975 | Wallace Franz - Robert Moore            | Bertram       | Aeromarine       |
| XIII     | 1976 | Tom Gentry - Richie Powers              | Cigarette     | Aeromarine       |
| XIV      | 1977 | Betty Cook - John Connor                | Scarab        | Mercruiser       |
| XV       | 1978 | Francesco Cosentino - Alberto Diridoni  | Picchiotti    | Mercruiser       |
| XVI      | 1979 | Betty Cook - John Connor                | Cougar        | Mercruiser       |
| XVII     | 1980 | Michel Meynard - Robert Idoni           | Cougar        | Mercruiser       |
| XVIII    | 1981 | Jerry Jacoby - Keith Hazell             | Cigarette     | Hawk             |
| XIX      | 1982 | Renato Della Valle - Gianfranco Rossi   | CUV           | Mercruiser       |
| XX       | 1983 | Tony Garcia - Keith Hazell              | Cougar        | Rahilly Grady    |
| XXI      | 1984 | Alberto Petri - Franco Statua           | CUV           | Mercruiser       |
| XXII     | 1985 | A.J. Roberts - Steve Curtis             | Cougar        | Mercruiser       |
| XXIII    | 1986 | Antonio Gioffredi - Giovanni di Meglio  | Buzzi         | Aifo Iveco       |
| XXIV     | 1987 | Steve Curtis - W. Falcon                | Cougar        | KS & W           |
| XXV      | 1988 | Fabio Buzzi - Romeo Ferraris            | Buzzi         | Seatek           |
| XXVI     | 1989 | Stefano Casiraghi - Romeo Ferraris      | Buzzi         | Seatek           |
| XXVII    | 1990 | non assegnato                           | non assegnato | non assegnato    |
| XXVIII   | 1991 | Angelo Spelta - Maurizio Ambrogetti     | CUV           | Isotta Fraschini |
| XXIX     | 1992 | Walter Ragazzi - Jukka Mattila          | Skater        | Lightning        |
| XXX      | 1993 | Khalfan Harib - Ed Colyer               | Victory       | Sterling         |
| XXXI     | 1994 | Norberto Ferretti - Luca Ferrari        | Tencara       | Lamborghini      |
| XXXII    | 1995 | Saeed Al Tayer - Felix Serralles        | Victory       | Sterling         |
| XXXIII   | 1996 | Saeed Al Tayer - Felix Serralles        | Victory       | Sterling         |
| XXXIV    | 1997 | Laith Pharaon - John Tomlinson          | Tencara       | Lamborghini      |
| XXXV     | 1998 | Bjørn Rune Gjelsten - Steve Curtis      | Tencara       | Lamborghini      |
| XXXVI    | 1999 | Ali Nasser - Randy Scism                | Victory       | Seatek           |
| XXXVII   | 2000 | Ali Nasser - Khalfan Harib              | Victory       | Seatek           |
| XXXVIII  | 2001 | Mohammed Al Marri - Saeed Al Tayer      | Victory       | Lamborghini      |
| XXXIX    | 2002 | Bjørn Rune Gjelsten - Steve Curtis      | Tencara       | Lamborghini      |
| XL       | 2003 | Bjørn Rune Gjelsten - Steve Curtis      | Victory       | Lamborghini      |
| XLI      | 2004 | Bjørn Rune Gjelsten - Steve Curtis      | Victory       | Lamborghini      |
| XLII     | 2005 | Bard Eker - Steve Curtis                | Victory       | Lamborghini      |
| XLIII    | 2006 | Bjørn Rune Gjelsten - Steve Curtis      | Victory       | Lamborghini      |
| XLIV     | 2007 | Arif Saif Al Zafeen - Jean-Marc Sanchez | Victory       | Lamborghini      |
| XLV      | 2008 | Mohammed Al Marri - Nadir Bin Hendi     | Victory       | Victory          |
| XLVI     | 2009 | Arif Saif Al Zafeen - Nadir Bin Hendi   | Victory       | Victory          |
| XLVII    | 2010 | Arif Saif Al Zafeen - Nadir Bin Hendi   | Victory       | Victory          |
| XLVIII   | 2011 | Arif Saif Al Zafeen - Nadir Bin Hendi   | Victory       | Victory          |
| XLIX     | 2012 | Arif Saif Al Zafeen - Mohammed Al Marri | Victory       | Victory          |
| L        | 2013 | Arif Saif Al Zafeen - Mohammed Al Marri | Victory       | Victory          |
| LI       | 2014 | Arif Saif Al Zafeen - Nadir Bin Hendi   | Victory       | Victory          |
| LII      | 2015 | Gary Ballough - John Tomlison           | MTI           | Mercury          |
| LIII     | 2016 | Arif Saif Al Zafeen - Nadir Bin Hendi   | Victory       | Victory          |
| LIV      | 2022 | Steve Curtis - Travis Pastrana          | Victory       | Mercury          |
| LV       | 2023 | Giovanni Carpitella - Darren Nicholson  | Victory       | Mercury          |